# Olšava (odrůda révy vinné)
Olšava (zkratka Ol) je středně pozdní stolní odrůda révy vinné (Vitis vinifera), vyšlechtěná ve Šlechtitelské stanici vinařské v Polešovicích na Moravě křížením odrůd Kossuth Lajos x Boskolena (Prachttraube). Je to první stolní odrůda, vyšlechtěná v bývalém Československu.
Kossuth Lajos je raná stolní odrůda původu Vitis vinifera, maďarský kříženec odrůd (Madeleine Angevine x Muscat Lierval) x Duke of Buccleugh. Odrůda byla v minulosti hojně pěstována v Maďarsku, odkud se rozšířila na Moravu a Slovensko, dnes ji u nás najdeme pouze vzácně v domácích zahradách. Lájos Kossuth (1802-1894), po kterém je odrůda pojmenována, byl maďarský politik, spisovatel a revolucionář, nejvýznamnější představitel Maďarské revoluce a boje za svobodu a nezávislost v letech 1848-1849.
Boskolena (Prachttraube), v překladu z němčiny „nádherný hrozen“, je raná až středně pozdní, stolní a moštová odrůda původu Vitis vinifera, kterou vyšlechtil Christian Oberlin (1831-1915) v alsaském Colmaru křížením odrůd Boskokwi x Madeleine Royale. Odrůda se omezeně a v jednotlivých exemplářích vyskytuje i na vinicích v ČR, zvláště v okolí Mutěnic na Moravě.

## Popis
Réva vinná (Vitis vinifera) odrůda Olšava je jednodomá dřevitá pnoucí liána, dorůstající v kultuře až několika metrů. Kmen tloušťky až několik centimetrů je pokryt světlou borkou, která se loupe v pruzích. Úponky révy umožňují této rostlině pnout se po pevných předmětech. Růst je slabý až středně bujný se vzpřímenými až polovzpřímenými letorosty.
List je středně velký až velký, ledvinovitý, pětilaločnatý se středně hlubokými, otevřenými výkroji s oblým dnem, vrchní strana čepele listu je slabě až středně puchýřnatá, řapíkový výkroj je otevřený až široce otevřený, takřka s rovnoběžnými stěnami, většinou s ostrým dnem.
Oboupohlavní, pětičetné květy v hroznovitých květenstvích jsou žlutozelené, samosprašné. Plodem je středně velká až velká (3,5 g), kulatá až mírně oválná bobule s jemnou, ale pevnou slupkou zprvu růžové barvy s modrými odstíny, později až tmavě červenofialovou. Dužnina je masitá a šťavnatá, chruplavá, neutrální chuti s příjemnou kyselinkou, semena jsou středně velká, hruškovitá, kaštanově hnědé barvy. Třapina je silnější. Hrozen je velký (470 g), válcovitě-kuželovitý, hustý, stopka je středně dlouhá.

## Původ
Olšava je stolní odrůda révy vinné (Vitis vinifera), první stolní odrůda, vyšlechtěná v bývalém Československu, kříženec odrůd Kossuth Lájos x Boskolena (Prachttraube). Šlechtitelem je Ing. Václav Křivánek, křížení i selekce proběhly ve Šlechtitelské stanici vinařské v Polešovicích. Do Státní odrůdové knihy České republiky byla odrůda zapsána v roce 1988. Je vhodná i k pěstování v okrajových vinařských oblastech a pro malopěstitele. Udržovatelem odrůdy je Ing. Alois Tománek, Šlechtitelská stanice vinařská Polešovice.

## Název
Název odrůdy vychází z názvu řeky Olšavy, protékající poblíž Polešovic, kde byla odrůda vyšlechtěna. Pěstitelský název odrůdy je KO x BO 39/28, název dle VIVC je Olsava, v Polsku se odrůdě říká Olszava.

## Pěstování
Olšava je velmi odolná vůči zimním mrazům, réví dobře vyzrává. Podnože se volí dle půdního typu a velikosti tvaru keře. Doporučovány jsou T 5C, K 5BB a 125 AA. Pro lepší kvalitu hroznů je vhodná redukce násady hroznů, maximálně 1 hrozen na 1 letorost. Vedení se doporučuje vysoké i střední při zatížení 6 až 8 oček na m2. Výnos je poměrně vysoký, 9-10 t/ha, z toho tržní 6-7 t/ha, ale keře se nesmí přetěžovat, jinak dochází ke snížení kvality hroznů a k nevyrovnané barvě bobulí.

### Fenologie
Doba rašení je raná až středně raná, středně pozdní odrůda, dozrává koncem září až začátkem října.

### Choroby a škůdci
Proti napadení vůči plísní révovou (Plasmopara viticola) i padlím révovým (Uncinula necator) je odrůda méně odolná, proti napadení plísní šedou (Botrytis cinerea) je středně odolná.

### Poloha a půdy
Vyžaduje hlubší půdy, úrodnější, vlhčí a dobře zásobené živinami. Na polohu klade nízké nároky, je vhodná do obou vinařských oblastí.

## Tržní hodnota
Odrůda je náhradou za Chrupku bílou, kterou překonává jak v odolnosti proti mrazům, tak i v kvantitě sklizni. Bobule nepraskají a hrozny vydrží velmi dlouho na keři ve stále se zlepšující jakosti. Olšava je kvalitní odrůda vhodná jak pro tržní pěstování hroznů, tak i jako součást zahrádkářského sortimentu.

### Multimédia
- Ing. Radek Sotolář : Multimediální atlas podnožových, moštových a stolních odrůd révy, Mendelova zemědělská a lesnická universita Brno, zahradnická fakulta v Lednici
- Martin Šimek : Encyklopédie všemožnejch odrůd révy vinné z celýho světa s přihlédnutím k těm, co již ouplně vymizely, 2008-2012